# پریمتی
پریمتی، یکی از دیوها در اساطیر ایران در عصر باستان است که به صورت یک دیو زن یا ماده دیو توصیف شده است. پریمتی دیو زن غرور و نخوت و از دشمنان سپندارمذ است.